# 史提夫·瓦倫丁
史提夫·瓦倫丁（Steve Valentine，1966年10月26日—）是蘇格蘭的一位演員、陰鬱而和魔術師。他最著名的作品是在NBC電視劇逝者能言中飾演Nigel Townsend。